# (29951) 1999 JH86
A (29951) 1999 JH86 a Naprendszer kisbolygóövében található aszteroida. A LINEAR projekt keretében fedezték fel 1999. május 12-én.